# Karl Öhnell
Karl Gustaf Wilhelm Öhnell, född 26 november 1884 i Kalmar, död 5 februari 1962 i Kungsholms församling, Stockholm, var en svensk väg- och vattenbyggnadsingenjör.
Öhnell, som var son till distriktschef och majoren Carl Herman Öhnell och Hanna Rachel Helena Lothigius, avlade studentexamen i Stockholm 1902 och avgångsexamen vid Kungliga Tekniska högskolan 1907. Han avlade reservofficersexamen 1906 och var underlöjtnant i Fortifikationens reserv 1906–1910. Han var biträdande ingenjör i västra väg- och vattenbyggnadsdistriktet 1907– 1908, anställd vid Statens järnvägsbyggnader 1908–1918, därav som underingenjör 1910–1915 och tillförordnad sektionsingenjör 1916–1918, avdelningsingenjör vid Hammarbyledens byggnad 1918–1923, arbetschefsassistent vid Ostkustbanans byggnad 1923–1927, baningenjör där 1927–1933, baningenjör på övergångsstat vid Järnvägsstyrelsen från 1933, tillförordnad förste byråingenjör vid bantekniska byrån från 1935 och baningenjör vid Statens Järnvägars första distrikts kansli i Stockholm från 1939. Han är gravsatt på Norra begravningsplatsen i Stockholm.